# Costatapoderus sanguineus
Costatapoderus sanguineus es una especie de coleóptero de la familia Attelabidae.

## Distribución geográfica
Habita en Camerún.